# Orectognathus roomi
Orectognathus roomi é uma espécie de formiga do gênero Orectognathus, pertencente à subfamília Myrmicinae.